# William Tremblay
William Tremblay (né le 10 août 1887 à Chicoutimi, mort le 15 novembre 1973 à Montréal) est un boucher et un homme politique québécois, ministre du Travail dans le cabinet de Maurice Duplessis de 1936 à 1939.

## Biographie
Né à Chicoutimi, William Tremblay a grandi dans le Nord ontarien. Il travaille dans des chantiers, notamment comme bûcheron, avant de s'établir à Montréal et d'ouvrir une boucherie. Il préside alors l'Association des bouchers de Montréal et du Club ouvrier de Maisonneuve. Lors de l'élection provinciales de 1919, il donne son appui à Adélard Laurendeau, candidat du Parti ouvrier.
Il se lance en politique dans Maisonneuve lors des élections fédérales de 1925 pour le Parti ouvrier mais est battu par le libéral Clément Robitaille.
L'année suivante il est candidat aux élections provinciales dans Maisonneuve et est cette fois élu, devenant le premier député ouvrier de l'Assemblée législative du Québec.
En 1928 et en 1929, il parraine un projet de loi visant à accorder le droit de vote aux femmes. Il explique que permettre aux femmes de voter est le seul moyen d'obtenir des lois sociales dans la province de Québec.
Candidat de nouveau aux élections de 1931, il est défait par le libéral Charles-Joseph Arcand.
Lors de l'élection générale de 1935 il se représente, cette fois-ci sous l'étiquette du Parti conservateur. Il fait alors son retour à l'Assemblée législative, retour confirmé lors des élections générales déclenchées l'année suivante où il est élu pour l'Union nationale. Il devient alors ministre du Travail dans le cabinet de Maurice Duplessis, poste qu'il conserve jusqu'aux élections de 1939, où il est défait.
Il quitte alors la politique provinciale et tentera un retour par la politique fédérale dans Maisonneuve—Rosemont sous l'étiquette du Parti progressiste-conservateur du Canada lors des élections fédérales de 1945. Il est ne réussit pas à faire chuter le député libéral sortant  Sarto Fournier et quitte définitivement la politique.
Il décède à Montréal, le 15 novembre 1973, à l'âge de 86 ans et 3 mois. 